# Коридалос (Аттика)
Коридало́с (греч. Κορυδαλλός) — город в Греции, западный пригород Афин. Расположен на высоте 30 метров над уровнем моря, на Афинской равнине, у восточного подножья горы Эгалео, в 7 километрах к западу от центра Афин. Административный центр одноимённой общины в периферийной единице Пирей в периферии Аттика. Население — 63 445 жителей по переписи 2011 года. Площадь — 4,324 квадратного километра. Плотность — 14 672,76 человека на квадратный километр. Димархом на местных выборах 2014 года переизбран Ставрос Касиматис (Σταύρος Κασιμάτης, в должности с 2007 года).
В городе строится станция Линии 3 Афинского метрополитена «Коридалос».
Создан в 1897 году (ΦΕΚ 59Β[Что это?]), до 1934 года (ΦΕΚ 22Α) назывался Куцикари (Κουτσικάρι). Сообщество Коридалос создано в 1934 году (ΦΕΚ 22Α), в 1946 году (ΦΕΚ 290Α) создана община Коридалос.
Название Коридалос получил от дема Древних Афин Коридаллы, относившегося к филе Гиппотоонтида. Гора Эгалео в античной географии называлась Коридалл. У подошвы горы Эгалео Ксеркс I наблюдал за ходом битвы при Саламине. В Коридаллах обитал Прокруст, убитый Тесеем. Область была чифтликом, принадлежащим димарху Афин Эмануилу Куцикарису, и поэтому называлась Куцикари.
Спортивный центр Коридалоса включает закрытую спортивную арену «Теодорос-Путос» и футбольный стадион.

## Население
| Год  | Население, человек |
| ---- | ------------------ |
| 1920 | 78                 |
| 1928 | 2429               |
| 1940 | 9690               |
| 1951 | 15 125             |
| 1961 | 30 859             |
| 1971 | 47 335             |
| 1981 | 61 313             |
| 1991 | 64 886             |
| 2001 | 70 710             |
| 2011 | ↘ 63 445           |